# Сети-Лагоас (микрорегион)

Сети-Лагоас на карте.

Сети-Лагоас (порт. Microrregião de Sete Lagoas) — микрорегион в Бразилии, входит в штат Минас-Жерайс. Составная часть мезорегиона Агломерация Белу-Оризонти. Население составляет 393 875	человек (на 2010 год). Площадь — 8574,662	 км². Плотность населения — 45,93	чел./км².

## Демография
Согласно сведениям, собранным в ходе переписи 2010 г. Национальным институтом географии и статистики (IBGE), население микрорегиона составляет:						
| Полное население                             | Полное население                             | Полное население                             | Полное население                             | 393 875 |
| -------------------------------------------- | -------------------------------------------- | -------------------------------------------- | -------------------------------------------- | ------- |
| в том числе:                                 | Городское население                          | 347 695                                      | Процент городского населения, %              | 88,28   |
|                                              | Сельское население                           | 46 180                                       | Процент сельского населения, %               | 11,72   |
|                                              | Мужское население                            | 194 011                                      | Процент мужского населения, %                | 49,26   |
|                                              | Женское население                            | 199 864                                      | Процент женского населения, %                | 50,74   |
| Плотность населения, чел/км²                 | Плотность населения, чел/км²                 | Плотность населения, чел/км²                 | Плотность населения, чел/км²                 | 45,93   |
| Население микрорегиона в % к населению штата | Население микрорегиона в % к населению штата | Население микрорегиона в % к населению штата | Население микрорегиона в % к населению штата | 2,01    |

## Статистика
- Валовой внутренний продукт на 2003 год составляет 2 859 012 371,00 реалов (данные: Бразильский институт географии и статистики).
- Валовой внутренний продукт на душу населения на 2003 год составляет 7725,87 реалов (данные: Бразильский институт географии и статистики).
- Индекс развития человеческого потенциала на 2000 год составляет 0,771 (данные: Программа развития ООН).

## Состав микрорегиона
В составе микрорегиона включены следующие муниципалитеты:
1. Арасаи
2. Балдин
3. Кашуэйра-да-Прата
4. Каэтанополис
5. Капин-Бранку
6. Кордисбургу
7. Фортуна-ди-Минас
8. Фуниландия
9. Иньяума
10. Жаботикатубас
11. Жекитиба
12. Маравильяс
13. Матозиньюс
14. Папагаюс
15. Параопеба
16. Пеки
17. Пруденти-ди-Морайс
18. Сантана-ди-Пирапама
19. Сантана-ду-Риашу
20. Сети-Лагоас